# Tyroxin
Tyroxin (C15H11I4NO4), T4 är ett hormon som bildas i sköldkörteln (tyroidea). T4 och det andra sköldkörtelhormonet T3 bildas genom att två joderade tyrosinmolekyler i samma tyreoglobulinmolekyl kopplas samman. Sköldkörteln har ett lager av T3 och T4 som vid normal förbrukning räcker i ungefär 2-3 månader. Sköldkörtelhormonerna transporteras i kroppen antingen bundet till olika plasmaproteiner, eller fritt i blodet. Cirka 0,2% av T4 transporteras fritt i blodet.
Regleringen av tyroxin styrs av tyreoideastimulerande hormon (TSH) från hypofysens framlob. TSH regleras i sin tur av hormonet TRH från hypotalamus. TSH och TRH regleras av koncentrationen av fritt T4 och T3, genom negativ återkopplingskontroll.

## Verkan
De flesta T4-molekyler ombildas till T3 i målcellerna innan de binds till receptorer i cellkärnan, och de flesta av effekterna från sköldkörtelhormonerna kommer från T3.
T4 verkar också i egen kraft i vävnaderna. Det styr liksom T3 ämnesomsättningen om än det är mindre verksamt: T3 är fyra gånger mer aktivt. Halveringstiden för T4 är ungefär en vecka. Höga värden T4 hos möss har visat sig öka värdet av nervtillväxtfaktorn i hjärnan.

## Blodvärden
Vid misstanke om problem med ämnesomsättningen kan man mäta T4 eller fritt T4 med blodprov. Olika laboratorier och testmetoder har olika referensvärden. Fritt T4 sätts också i relation till andra faktorer som ålder och huruvida personen är gravid. Referensvärdet för T4 är 60-140 nmol/L, och för fritt T4 för vuxna och barn ungefär 12-22 pmol/L, och för gravida 8.4-17 pmol/L.

## Sjukdomar
Det finns också ett stadium som kallas subklinisk hypotyreos, då TSH är hög men T3 och T4 är inom normala gränsvärden.
I några fall av akut psykisk sjukdom höjs T4. I dessa fall stabiliseras värdena snabbt, och påverkan på TSH saknas.
Levaxin är ett läkemedel med en konstgjord form av tyroxin.